# 哥塔里帕拉烏帕齊拉
哥塔里帕拉乌帕齐拉是孟加拉国吉大港縣的一个乌帕齐拉，位於達卡专区的戈巴爾甘尼縣。。

## 人口
據1991年孟加拉國人口普查，哥塔里帕拉共有戶數37,603戶，人口206195人。其中男性佔比50.48%，女性佔比49.52%；成年人口102,198人。該地7歲以上人口之平均識字率為34.8%。